# Agnieszka Osiecka
Agnieszka Osiecka (Varsóvia, 9 de outubro de 1936 — Varsóvia, 7 de março de 1997) era um poeta, escritora, autora de teatro e roterista de televisão, diretora de cinema e jornalista. Ela era uma compositora polaca de destaque, tendo o autor de letras de canções mais de 2000, e é considerado um ícone da cultura polonesa.

## Biografia
Agnieszka Osiecka nasceu em Varsóvia, capital da Polónia. Era a única filha de Wiktor Osiecki era pianista e compositor e professor de Maria Sztechman-Osieck. passou seus primeiros anos na pequena cidade de Zakopane, no sul e ao longo do Tatras. Após a Segunda Guerra Mundial, a família mudou-se para Varsóvia e se estabeleceram no distrito de Saska Kepa, lugar onde ele viveu a maior parte de sua vida e agora tem uma placa comemorativa financiado pela Fundação Okularnicy.
Agnieszka, ótimo aluno durante a sua estada na Universidade Marie Curie Sklodowska em Lublin onde se formou em 1952, treinado como um nadador na secção de natação do Legia Varsóvia e do jornalismo estudou na Universidade de Varsóvia entre 1957 e 1961, em Além de estudar filme na prestigiada escola de cinema nacional em Łódź. Após completar seus estudos, ele começou a publicar ensaios e artigos em jornais estudantis, juntando-se um verso terminei a faculdade em Studencki Teatr Satyryków (STS) em 1954, escrevendo 166 canções políticas e líricas para esta empresa até que se encerrou em 1972.
Em 1962, ele produziu sua estréia na Rádio Nacional da Polónia. A renomada atriz polonesa Kalina Jędrusik cantou a letra com Franciszka Agnieszka Leszczyńska chamada Minha primeira bola (Mój pierwszy bal). Um ano mais tarde, no primeiro Festival Nacional da Canção polonesa em Opole, realizada em 1963, Agnieszka alcançado grande sucesso ao ganhar o prêmio principal e mais seis para suas canções.
Além de ser um letrista, Agnieszka também trabalhou no teatro e na televisão. Com o compositor Adam Sławiński escreveu uma série chamada Śpiewające Listy (Canção de cartas) e sua primeira obra de teatro, Niech sem zakwitną tylko jabłonie lançado para a primeira vez no Teatro Ateneum em Varsóvia.
As letras de Agnieszka Osiecka fez seu compositor favorito da maioria dos cantores polacos do tempo: Krzysztof Komeda, Maryla Rodowicz, Seweryn Krajewski, Adam Slawinski, Zygmunt Konieczny ou Kalina Jędrusik e muitos outros.
Agnieszka Osiecka e seu parceiro, o famoso jornalista Daniel, teve uma filha, Agata em 1973. Ele viajou para os Estados Unidos, especialmente para Los Angeles, com seu amigo e amante de volta de Marek Hłasko. Ele também foi residiu durante o verão em uma pequena casa de campo em Krzyże, na região do Lagos Masurian, em Além de combinar a sua estadia no campo com as estreias em Sopot e a Trójmiasto, e seus retiros de inverno para as montanhas nevadas do Tatras em Zakopane.
Agnieszka Osiecka publicou vários livros, sendo considerada uma das cultura polonesa pessoas do pós-guerra mais importantes, prolíficos e talentosos. Agnieszka morreu no dia 7 de março de 1997, em Varsóvia, depois de vários anos de luta contra o câncer colorretal. Está sepultada no Cemitério de Powązki em Varsóvia.